# Abutilon palmeri
Abutilon palmeri (con los nombres comunes en inglés: "Palmer's abutilon", "superstition mallow", y "Palmer's Indian mallow")) es una especie del género Abutilon originaria del sudoeste de Estados Unidos y norte de México.

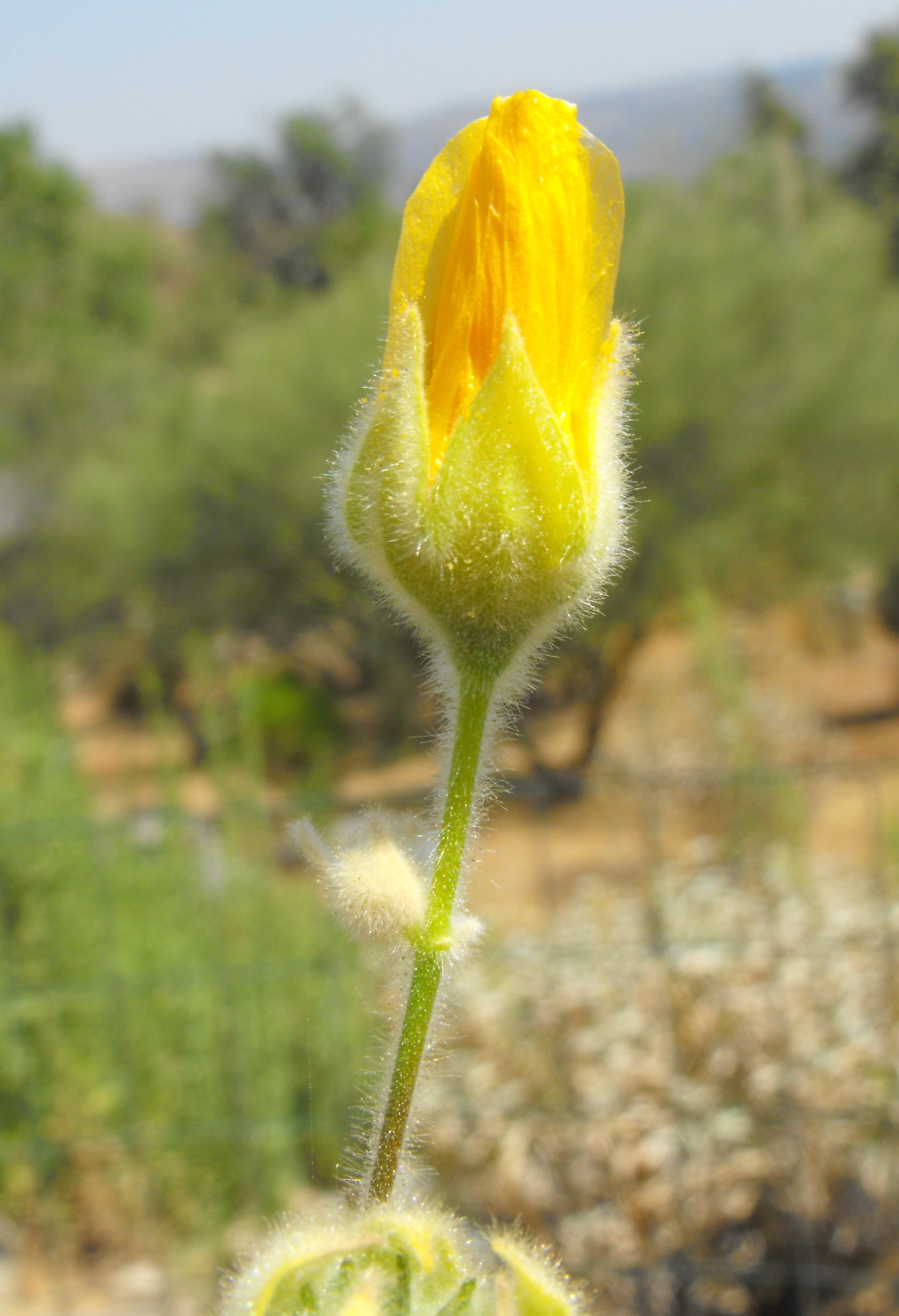
Inflorescencia

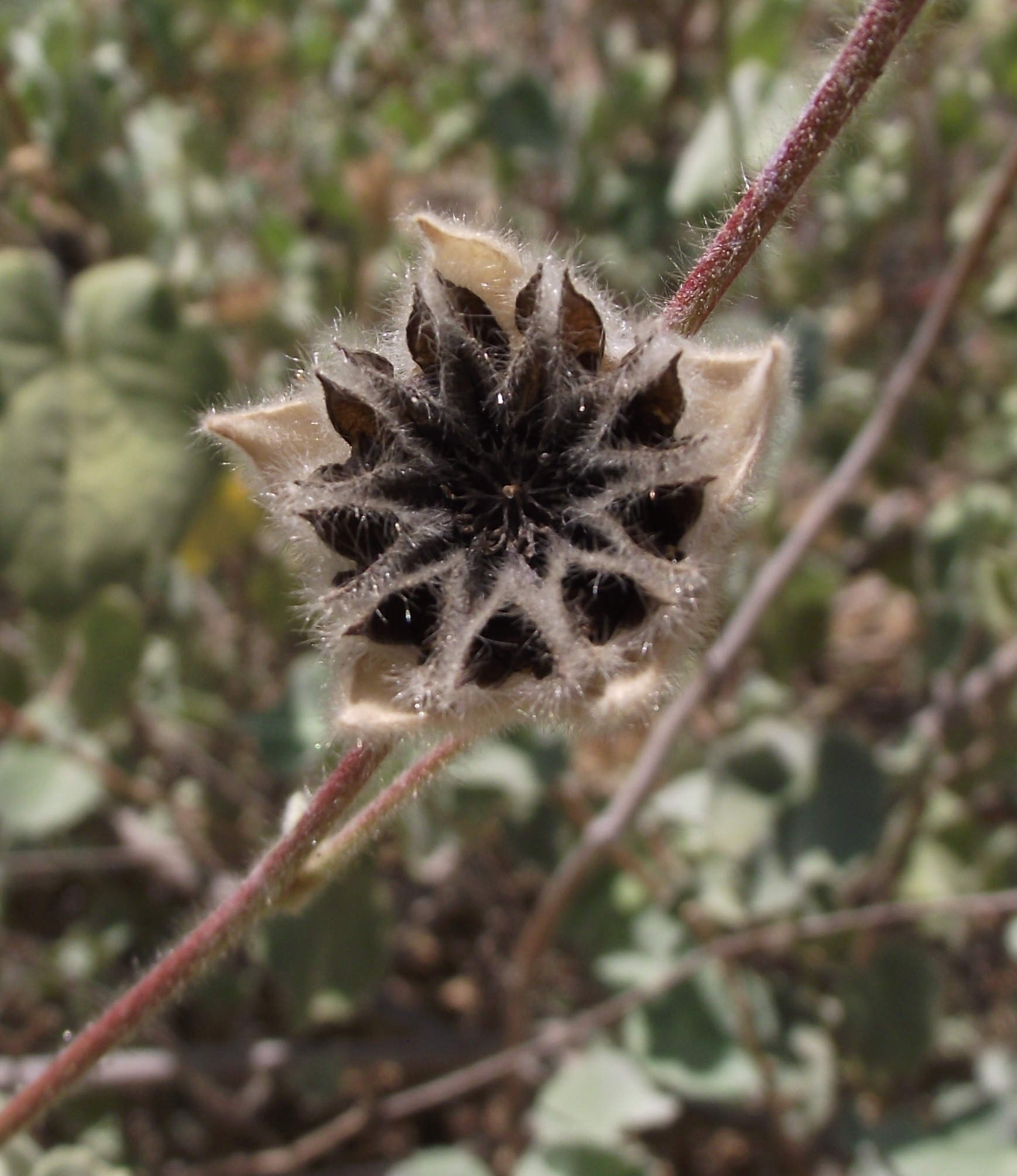
Fruto

## Descripción
Es un arbusto que alcanza los 90-180 + cm de altura, por 90 cm de 1,5 m de ancho; las hojas se caracterizan  por ser aterciopeladas en forma de corazón (casi redonda para cordadas). Las hojas tienen margen serrado, siendo notable por la textura como de densa lana; pubescente, mantiene una textura aterciopelada y el color azulado verdoso por encima y por debajo .

## Flores
Las flores son de color amarillo (5 pétalos de color amarillo a naranja) y en forma de copa. Florece durante la mayor parte del verano. Abutilon palmeri produce un fruto pequeño y redondo, capsular cubierto con pubescencia sedosa similares al follaje . Rama y tallo  también son pubescentes con color rojo -marrón en las ramitas, con la corteza verde que van a dorarse con el tiempo.

## Horticultura
Es una popular  planta ornamental de plantas nativas de California en los jardines del sur de California.

## Taxonomía
Abutilon palmeri fue descrita por Asa Gray y publicado en Proceedings of the American Academy of Arts and Sciences 8: 289. 1870.
Etimología
Abutilon: nombre genérico que podría derivar del árabe abu tilun,  nombre de la "malva índica".
palmeri: epíteto otorgado en honor del botánico Edward Palmer (1829/1830?-1911)
Sinonimia
- Abutilon aurantiacum S.Watson
- Abutilon macdougalii Rose & Standl.[4]